# Danh sách quân chủ Serbia
Dưới đây là danh sách chi tiết về các vị quân chủ Serbia, từ các vị quân vương của các Vuơng công quốc Serbia thời Sơ kỳ Trung cổ cho tới các vị quân chủ Serbia hiện đại. Các tước hiệu các tước hiệu hoàng gia như: Knyaz (Vương công), Đại Župan (Đại Vương công), Vua, Tsar (Sa hoàng) và Chuyên chúa quốc.

## Các nhà nước Serbia thời sơ kỳ Trung cổ (Thế kỷ thứ 7 – 960)

### Vương triều Vlastimirović (Thế kỷ thứ 7 – 960)
Vương triều Vlastimirović là vương triều đầu tiên của người Serb. Konstantinos VII Porphyrogennetos (913–959) trong một cuốn sách mô tả rằng những vị quân chủ Serbia thời kỳ này kế thừa ngôi vị theo kiểu cha truyền con nối (tức con trưởng sẽ nối ngôi cha mình), dù theo danh sách liêt kê về các vị quân vương có ghi chép rằng có một thời kỳ ghi chép rằng có một giai đoạn cai trị tam quân chủ. Người Serb lập ra một số thực thể chính trị khác nhau trước thế kỷ thứ 10, bao gồm: Serbia hay Zagorje (nghĩa là "vùng nội địa") bao gồm Serbia và một số vùng đất nhỏ thuộc Bosnia; Pomorje (vùng ven biển) gồm Duklja, Zahumlje, Paganoi, Travunija. Người Serbia nhận tước hiệu knyaz hoặc chấp quan (archon) từ Đông La Mã.
Người khai sinh vương triều đến từ vị quân chủ cùng tên Vlastimir. Thời kỳ này đánh dấu việc Thiên chúa giáo hóa người Serbs, các cuộc nội chiến cũng như họa ngoại xâm (từ người Bulgar hay Magyars) và cuộc tranh giành quyền lực giữa Đông La Mã và Bulgaria, với người Serb là một trong những bên thường xuyên đứng giữa trong cuộc tranh giành này. Lịch sử triều đại kết thúc vào thế kỷ thứ 10, khi Serbia bị sát nhập bởi Đế quốc Đông La Mã.
| Tên | Chân dung | Thời gian cai trị                     | Ghi chú |
| --- | --------- | ------------------------------------- | --- |
| Archon không rõ tên (Cuối thế kỳ thứ 6 – Trước năm 680)                                                                                                  |           | h.đ. 610 – 641                        | Được đề cập lần đầu tiên trong cuốn De Administrando Imperio của Konstantinos VII. Trong tác phẩm này, ông được cho là đi xuống và xin phép chính quyền Heraclius cho phép định cư tại một số khu vực tại vùng Balkan do Đông La Mã kiểm soát. Ông được cho là đã mất trước khi người Bulgars tràn xuống Balkan. |
| Một số thế hệ cai trị trôi qua mà không có thông tin. |           |                                       | |
| Višeslav (Thế kỳ thứ 8) |           | k. 780                                | Là người đầu tiên ghi chép tên lại trong De Administrando Imperio của Konstantinos VII. Là hậu duệ của vị Archon không rõ tên, người mà đã dẫn người Slav định cư tại vùng Balkan. Ông là người cai trị các župe tại Tara, Piva, và Lim. Ông có thể được ghi chép không trực tiếp là người thống nhất các bộ lạc Serbia lại thành một thân vương quốc thống nhất đầu tiên trong lịch sử. |
| Radoslav (Thế kỳ thứ 8/9) |           | Đầu thế kỷ thứ 9 (có lẽ trước k. 830) | Ông và con là Prosigoj được ghi chép là cai trị trong thời gian Ljudevit Posavski nổi dậy chống lại người Frank. Cuốn Annales regni Francorum ghi nhận hai người cai trị Dalmatia trong khoảng thời gian này. Trong thời kỳ này, không có cuộc chiến nào được ghi nhận giữa người Serb và người Bulgar. |
| Prosigoj (Thế kỳ thứ 8/9) |           | ? – k. 830                            | Ông và con là Prosigoj được ghi chép là cai trị trong thời gian Ljudevit Posavski nổi dậy chống lại người Frank. Cuốn Annales regni Francorum ghi nhận hai người cai trị Dalmatia trong khoảng thời gian này. Trong thời kỳ này, không có cuộc chiến nào được ghi nhận giữa người Serb và người Bulgar. |
| Vlastimir(Trước 805 – k. 851) |           | k. 830 – 850                          | Con của Prosigoj. Tên ông sau này được đặt làm tên triều đại cai trị đầu tiên của người Serb. Trong thời kỳ của ông, chiến tranh với Bulgari nổ ra. Ông cũng mở rộng lãnh thổ sâu vào trong khu vực lục địa vùng Dalmatia. |
| Mutimir (k. những năm 830 – 891) |           | c. 850 – 891                          | Con của Vlastimir. Người cai trị tối cao của Serbia trên thực tế, cai trị cùng anh em trai là Strojimir và Gojnik mà ông coi là chư hầu của mình. Hai anh em sau này nổi dậy lại ông sau chiến thắng trong chiến tranh với người Bulgari, buộc ông phải trục xuất họ sang nước này. Dưới thời ông, mối quan hệ tôn giáo với Chính thống giáo các nước láng giềng được duy trì tốt, trong khi ông từ chối quyền tài phán từ phía Công giáo La Mã. |
| Pribislav (845/850 – Sau 892) |           | 891 – 892                             | Con cả của Mutimir. Bị Petar lật đổ và phải lưu vong sang Croatia cùng các anh em trai cho đến lúc mất. |
| Petar (845/850 – Sau 892) |           | 892 – 917                             | Con của tam thân vương thái tử Gojnik và là cháu của Vlastimir. Người đầu tiên lấy tên rửa tội theo Chính Thống giáo Đông La Mã. Trong thời gian cai trị của mình, ông đánh bại các cuộc nổi loạn của người cháu họ Bran (em trai của Pribislav) và người anh ruột là Klonimir (dưới sự hậu thuẫn của Bulgari). Sau các cuộc nổi loạn này, Serbia công nhận Petar là người cai trị của Serbia và đặt Serbia dưới sự bảo hộ của Bulgari, do đó Serbia lúc này có nằm dưới sự bảo hộ kép nhưng không liên quan với nhau (phía còn lại là Đông La Mã). Ông tích cực mở rộng cương thổ Serbia cho đến khi bị Symeon dụ bắt giữ trong chiến tranh Bulgari - Đông La Mã. Mất trong khi giam giữ trong tù.                         |
| Pavle (k. 870 – 921) |           | 917 – 921                             | Con của Bran Mutimirović, tức chắt đằng nội của Petar. Được người Bulgari hậu thuẫn đưa lên ngôi, sau khi Petar bị bắt giữ. Bị Zaharija, người con lưu vong của Pribislav, giết chết và đoạt lấy ngôi vị, sau một loạt các sự kiện bắt đầu từ việc Zaharija đem quân từ Đông La Mã tiếm ngôi ông. |
| Zaharija (Những năm 890 – Sau 924) |           | Mùa xuân năm 922 – 924                | Con của Pribislav. Lên ngôi dưới một loạt các sự kiện khi ông tranh đoạt quyền cai trị với người tiền nhiệm Pavle, đồng thời tái liên minh với Đông La Mã. Xung đột với Bulgaria xảy ra xuyên suốt thời kỳ cai trị của ông cho đến khi Časlav, cháu họ của ông (cũng là cháu của Petar), đem quân Bulgari đến nhằm lật đổ ông, buộc Zaharija phải chạy trốn sang Croatia. Các quý tộc Serbia sau đó được triệu tập nhằm diện kiến Symeon, tuy nhiên tất cả họ đều bị bắt giữ, và ông này chính thức sát nhập Serbia vào Bulgari. |
| Đế quốc Bulgaria sát nhập Serbia (924–927) |           |                                       | |
| Časlav (Trước 890– k. 943/960) |           | k. 933 – k. 943/960                   | Con của Klonimir (tức cháu ruột của Strojimir) và anh em họ đời thứ hai của Zaharija (chung ông nội Vlastimir). Ông lên ngôi sau 7 năm, có lẽ là kể từ khi Bulgari xâm lược Croatia (năm 926). Thời kỳ cai trị của ông đánh dấu sự khôi phục của Serbia kể từ khi bị tàn phá bởi người Bulgari cả về lãnh thổ, dân cư lẫn kinh tế dựa vào sự hỗ trợ từ Đông La Mã. Theo Ljetopis Popa Dukljanina (Biên niên sử Linh mục Duklja, LPD), ông đã cố gắng chống trả cuộc xâm lược của người Magyar nhưng bị bắt và giết chết. Con rể của ông là Tihomir kế vị ông theo LPD, nhưng không có thông tin rõ ràng dẫn đến các sự kiện hay lý do ông kế vị. Các nhà nước Serbia tan rã sau đó và cuối cùng thì rơi vào tay Đông La Mã. |
| Tihomir (Thế kỷ thứ 10) |           | k. 960 – 969                          | Được nhắc đến trong LPD, ông là người được cho là kế thừa Časlav sau khi ông này bị bắt thông qua cuộc hôn nhân với con gái của ông này. |
| Serbia sát nhập bởi Đông La Mã (Kathepanēs Ras: 971 – 976) và được cai trị bởi một strategoi. Vương công quốc Serbia kế thừa bởi Vương công quốc Duklja. |           |                                       | |

1. ↑  Các nhà sử học đang có hai cách gọi tên của ông: Višeslav (Kirin Serbia: Вишеслав) hoặc Vojislav (Kirin Serbia: Војислав).[12] Cách gọi tên là Višeslav được một số người sử gia cho là việc chuyển tự sai (vì Boise- và Wissa- không giống nhau về mặt từ nguyên [13]; trong khi những người khác khẳng định rằng không có lỗi nào vì oï trong tiếng Hy Lạp là y trong tiếng Slav cổ[14]), tên chính xác của ông là "Vojislav/Voïslav"[13][15],  hoặc có thể là "Božeslav"[13]
2. ↑  Các tài liệu thống nhất ông cai trị vào khoảng thời gian này[16], hoặc ít nhất là vào những thập niên cuối cùng của thế kỷ thứ 8. [17]
3. ↑  Tên ông có hai cách phiên âm: Radoslav [18][19] hoặc Rodoslav [20][21][22].
4. ↑  Prosigoj được cho là cai trị trước năm 830 [23], hoặc nhiều nhất là đến trước k. năm 835[24]
5. ↑  Một số nhà sử học cho rằng tên ông là Vladimir [25] [26] . Tên mà được ghi dưới đây có lẽ là một sự nhầm lẫn khi chuyển tự từ các ghi chép tiếng Hi Lạp sang các ghi chép bằng hệ chữ Slav.
6. ↑  Theo Živković, Vlastimir bắt đầu trị vì vào khoảng năm 830, và vì các con trai của ông kế vị trong thời kỳ trị vì của vua Presian, nên ông kết thúc thời gian trị vì muộn nhất là vào năm 851. [23] Živković cho rằng ông mất vào năm 851, tức là một năm trước khi Presian qua đời, và hai người đã không thể đạt được thỏa thuận hòa bình.[2] Theo Runciman, triều đại của Vlastimir kết thúc trong khoảng từ năm 845 đến 850.[25][27]
7. ↑  Hoặc là Prvoslav (Tiếng Serbia: Првослав
8. ↑  Tên đầy đủ là Petar Gojniković.
9. ↑  Mặc dù không chắc chắn ông sinh năm nào trong thập niên 890, ông chắc chắn sinh trước năm 896. [28]
10. 1 2  Thời kỳ trị vì của Časlav có thể xác định từ 7 năm bắt đầu từ một trong hai thời điểm sau (theo DAI)[29]: lúc Bulgari tấn công Croatia những năm 926/927[30] hay từ thời kỳ cai trị của Zacharia từ những năm 921–922.[31] Ćorović cho rằng ông kế vị năm 827 hoặc không lâu sau đó.[32] Ostrogorsky là vào năm 927/928.[33] Dvornik là vào 928/929.[31] Grot, Zlatarski, Šišić, Jireček, Fine và Curta là vào năm 931/932.[34][31][35] Runciman, Živković, Bulić, Aleksić và Dzino là vào 933/934.[31][36][37][38] Về thời điểm kết thúc triều đại/chết của ông: Ćorović và Fine cho rằng ông mất năm 960.[39][40] Các sử gia khác thì liệt ông mất năm 950.[41] 
Živković và Bulić liệt năm kết thúc triều đại của ông lần lượt vào 944[36] và 943,[37] do không tin tưởng vào Ljetopis Popa Dukljanina (Biên niên sử Linh mục Duklja) vì có nhiều yếu tố huyền sử và sai lệch thời gian.
11. ↑  Tihomir chỉ được nhắc đến duy nhất trong Biên niên sử của Linh mục xứ Duklja. Tuy nhiên, do chứa đựng nhiều tuyên bố thiếu chính xác và sai lệch, nên nguồn này bị xem là không đáng tin cậy; phần lớn các sử gia hiện đại đều cho rằng đây phần lớn là hư cấu hoặc chỉ là mong muốn chủ quan, đồng thời chỉ ra giọng điệu tôn giáo đậm nét của vùng đất và chính 'tác giả'. Một trong những điểm gây tranh cãi chính là việc 'Tổng giám mục Antivari' không tồn tại trong khoảng thời gian từ năm 1142 đến 1198 – trong khi đó lại được cho là thời điểm mà Grgur, tác giả, giữ chức Tổng giám mục. Tác phẩm liệt kê các vua Serbia được đề cập trong tác phẩm De Administrando Imperio, nhưng lại mâu thuẫn với quá trình hình thành và phân chia các dân tộc Slav phía Nam. Tuy vậy, nó vẫn mang lại một góc nhìn độc đáo về lịch sử người Slav Nam. Các bản sao cổ nhất của bản thảo có niên đại từ thế kỷ 17, do đó các tuyên bố trong đó bị xem là đáng ngờ
12. ↑  Tên của ông theo các ghi chép, hoặc là Tihomir (Phiên âm hệ chữ Cyrillic Serbia:Тихомир), hoặc là Tihomi (Phiên âm hệ chữ Cyrillic Serbia:Тихомил)

### Vương triều Vojislavljević (1018 – 1186)
Với việc Serbia bị sáp nhập một phần, vùng đất quanh thành phố Doclea bắt đầu nổi lên thành một Vương công quốc, nơi các lãnh đạo nhận tước hiệu archon của người Serbia — biểu thị vai trò lãnh đạo tối cao trong số người Serbia, đồng thời giữ các chức vụ được ban phong dưới quyền bá chủ của Đế quốc Đông La Mã.
Người đầu tiên giữ chức vụ này là Petar xứ Diokleia, mà ta chỉ biết đến qua một con dấu được tìm thấy vào thế kỷ 19. Người tiếp theo được biết đến là Jovan Vladimir, người sau đó trở thành chư hầu của Bulgaria. Stefan Vojislav đã thành công trong việc giành lại độc lập cho vương quốc, và ông là người sáng lập nên vương triều Vojislavljević, trị vì vùng Duklja từ đầu thế kỷ 11 cho đến khoảng những năm 1180.
| Danh xưngTên                             | Chân dung | Thời gian cai trị             | Ghi chú |
| ---------------------------------------- | --------- | ----------------------------- | --- |
| ArchonPetar Dukljanski (? – 998)         |           | ? – 998                       | Biết đến thông qua LPD và một chiếc huy hiệu in hình ông được phát hiện vào thế kỷ 19, với một mặt có hình nữ thần đồng trinh Mary nằm, giữa hai hình dạng chữ thập dạng chữ lồng. Một mặt của đồng xu có ghi "ΠΕΤΡ[Ο]Υ ΑΡΧΟΝΤΟΣ ΔΙΟΚΛ[Ε]ΙΑ[Σ] ΑΜΗΝ (Petr[o]u, Archontos Diokl[e]ias, Amen), tức, "[Huy hiệu] của Petar, archon xứ Duklja, Amen". Huy hiệu cho thấy Đông La Mã vẫn ít nhiều ảnh hưởng tới xứ này, thậm chí có thể là tiếp tục cai trị khu vực trên. |
| Vương côngJovan Vladimir (k. 990 – 1016) |           | k. 1000 – 22 tháng 5 năm 1016 | Ông cai trị dưới thời kỳ chiến tranh liên miên giữa Đông La Mã và Bulgaria, và mặc dù duy trì quan hệ gần gũi với Đông La Mã, ông vẫn bị ép phải làm chư hầu cho Bulgari sau các chiến dịch của Samuel. Điều may mắn cho ông là ông không bị giết chết giống như trường hợp của Časlav mà được cho phép trở về và cai trị Duklja. Ngoài ra, ông còn cưới con gái ông này là Theodora Kosara. Bị sập bẫy bởi Ivan Vladislav, người cai trị cuối cùng của Đệ Nhất Đế quốc Bulgaria, rồi sau đó bị chặt đầu trước một nhà thờ tại Prespa. Là một người cai trị nhân hậu, công bằng và hòa bình, ông được phong thánh không lâu sau khi ông mất. |
| Không rõ thông tin (1016 – 1018)         |           |                               | |
| Vương côngStefan Vojislav (k. ? – 1043)  |           | 1018 – 1043                   | Là một thống đốc Đông La Mã, ông cai trị Dukjia từ năm 1018 đến năm 1034. Sau đó ông hai lần nổi dậy chống Đông La Mã. Sau khi giành độc lập khỏi Đông La Mã, ông mở rộng vùng lãnh thổ cai trị xuống vùng Nam Dalmatia cũng như vào sâu trong đất liên khu vực này. Là người khai sinh ra vương triều Vojislavljević. |
| Vương công thái hậuNeda (k. ? – 1046)    |           | 1043 – 1046                   | Cháu gái của Sa hoàng Bulgaria Samuel. Nhiếp chính cho các vương công và cũng là con của bà gồm: Gojislav, Mihailo, Saganek, Radoslav, Predimi. |
| Vương công→VuaMihailo I (k. ? – 1081)    |           | 1046 – 1081                   | Từ năm 1050 đến năm 1077 giữ chức vụ protospatharios , chức vụ mà ông được Konstantine IX Monomachos ban tặng cho; sau năm 1077 được phong làm "vua của người Slav" với tư cách là người phục tùng giáo hoàng Gregorius VII trên danh nghĩa. Sự kiện bước ngoặt khiến ông tìm kiếm sự ủng hộ của Rome thay vì liên minh truyền thống với Đông La Mã đến từ việc ông hỗ trợ cuộc khởi nghĩa chống Đông La Mã của Georgi Voitekh. Điều này khiến Đông La Mã dần ghẻ lạnh với ông. |
| VuaKonstantin Bodin (k. ? – 1101)        |           | 1081 – 1101                   | Trước khi lên ngôi vua ông tham gia trong cuộc khởi nghĩa của Georgi Voitekh chống Đông La Mã với tên hiệu là Petar III, tuy nhiên ông bị Đông La Mã bắt giam trước khi được một thủy thủ Venetia giải cứu về nước sau đó. Sau một thời gian ngắn đồng cai trị cùng cha là Mihailo, ông lên ngôi vua. Ông mới đầu ủng hộ Đông La Mã chống Norman, nhưng sau đó trở phe theo Norman. Mong muốn làm chư hầu cho Giáo hoàng kéo theo đó của ông chỉ thành công một phần, khi Urbanus II chỉ công nhận các vùng đất ven biển mà ông cai trị. Các hoạt động quân sự này của ông và việc ông cố gắng đặt các anh em của mình lên các knyaz ở Bosnia và Serbia khiến Đông La Mã nổi giận, và họ tiến hành bắt giữ ông vào những năm 1090. Nội chiến nổ ra trong thời gian ông bị bắt giữ và kéo dài qua cả thời gian ông mất vào 1101. |
| VuaDobroslav II (k. 1056 – sau 1103)     |           | 1101 – 1102                   | Con cả của Mihailo I. Được người dân bầu lên ngôi sau khi Bodin chết, nhưng bị liên minh giữa Vukan của Sebia và kẻ tiếm vị là Kočopar lật đổ không lâu sau khi nắm quyền. Tuy sống sót sau đó, ông không bao giờ có thể trở lại cai trị xứ Duklja nữa và mất vào một thời điểm nào đó sau năm 1103. |
| Kočapar (? – ?)                          |           | 1102 – 1103                   | Con của Vương công Branislav của Dukjla và là chắt của Stefan Vojislav. Chư hầu của Vukan, Đại vương công Serbia. Lật đổ người tiền nhiệm dưới sự trợ giúp của Vukan, tuy nhiên hai người sớm mâu thuẫn và Vukan tự mình cử quân lật đổ ông. Ông thất bại và chạy trốn lần lượt sang Bosnia rồi sau đó là Zahumlje nơi ông mất. |
| Vladimir II (? – 1113)                   |           | 1103 – 1113                   | Con cả của Vladimir và là cháu cả của Mihailo I. Ông kết thúc xung đột với Vukan bằng cách cưới con trai ông này. Được Vukan và nhân dân Serbia bầu lên sau cái chết của người tiền nhiệm. Bị Jaquinta, góa phụ của Konstantin Bodin, đầu độc năm 1113. |
| Đorđe (? – ?)                            |           | 1113 – 1118                   | Lên ngôi sau khi người tiền nhiệm bị đầu độc. Bị Đông La Mã tấn công và lật đổ sau đó. |
| Grubeša (? – 1125)                       |           | 1118 – 1125                   | Anh em trai của Kočapar. Lên ngôi dưới sự bảo trợ của người Đông La Mã. Mất trong trận chiến với quân của Đorđe tại Bar. |
| Đorđe (? – ?)                            |           | 1125 – 1131                   | Lên ngôi lần thứ hai sau khi lật đổ Grubeša. Sau đó ông chia đất Zeta cho hai anh em của ông này là Draghina và Dragila. Ông sau đó xâm lược Raška và cho giam bất cứ người họ hàng nào đe dọa vị trí của ông. Điều này làm dấy lên một cuộc nội chiến giữa họ hàng của ông với chính ông. Cuối cùng, Gradihna, được sự hậu thuẫn của quân đội Đông La Mã, bắt giam ông và đưa ông về Constantinopolis, nơi ông sau đó mất vào một thời điểm không xác định. |
| Vương côngGradihna (? – 1143)            |           | k. 1131 – k. 1143             | Chư hầu Đông La Mã trong toàn bộ thời gian trị vì. Dưới thời ông, quyền lực của xứ Duklja bắt đầu suy yếu. |
| Vương côngRadoslav (k. 1125 – k. 1163)   |           | k. 1143 – k. 1163             | Lên ngôi sau khi người tiền nhiệm và cũng là cha ông chết. Ngay trong cùng năm đó thì ông bị giới quý tộc địa phương phế truất và phải chạy xuống Kotor để chống trả lại kẻ tiếm vị được giới quý tộc bầu lên thay cho ông là Desu Vukanovića. Đến năm 1150, ông có lẽ là lên ngôi và nắm quyền kiểm soát toàn bộ xứ Duklja trở lại sau các chiến dịch khốc liệt của Manuel I Konmenos ở miền Tây Balkan, có lẽ khiến cho Desa phải từ chức. Ông cai trị từ đó cho đến lúc mất. |
| Desa (? – sau 1166)                      |           | k. 1143 – k. 1150             | Lên ngôi dưới sự hỗ trợ của các quý tộc Duklja. Thời kỳ cai trị của ông có lẽ kết thúc sau chiến thắng của Đông La Mã chống lại chư hầu Serbia, đồng minh của Desa khi đó. |
| Vương côngMihajlo III (? – ?)            |           | 1163 – 1186                   | Con của Radoslav. Nửa đầu thời kỳ của ông khá yên bình, tuy nhiên việc Nemanja thống nhất các vùng đất Serbia theo sau sự sụp đổ của vương triều Đông La Mã Komenos đe dọa đến các vùng đất của ông. Đến năm 1186, Nemanja đánh bại và có lẽ là giết chết ông này ngay trong chiến dịch chiếm xứ Duklja, kéo theo đó là sự cáo chung của vương triều Vojislavljević. |

1. ↑  Tên khác là Petrislav (Tiếng Serbia: Петрислав)
2. ↑  Thời kỳ cai trị của ông bị gián đoạn khi ông bị bắt giam vào tù sau cuộc khởi nghĩa đầu tiên chống lại Đông La Mã không thành công (khỏang năm 1034), lúc này Dukjia nằm dưới sự kiểm soát của strategos Theophilos Erotikos cho đến khi ông vượt ngục trở về trong khoảng thời gian giữa hai năm 1037 đến 1038, khi ông này phát động cuộc nổi dậy nhằm lật đổ vị strategos trên.
3. ↑  Chức vụ này có thể dịch sang "trưởng cấm vệ quân" theo tiếng Việt theo như phiên âm tiếng Hi Lạp (πρωτοσπαθάριος, phiên âm La-tin: "first spatharios"), tuy nhiên chức vụ trên danh nghĩa này lại được trao cho người đứng đầu các theme (tỉnh), các quan chức triều đình cấp cao hay đồng minh cai trị của mình (như trong trường hơp ở Duklja này.
4. ↑  Tên thường gọi của ông là Bodin (Βοδίνῳ, Skylitzes; Βοδίνου, Anna Komnene). Svetislav Mandić trong cuốn John Skylitzes (Bản mẫu:Floruit 1101) tin rằng việc ông có tên kép như vậy ám chỉ việc dùng tên Konstantin được ưu tiên hơn nhằm tuyên bố ngai vàng Bulgaria với tên gọi là Petar khi đó; nếu tên ông khi đó chỉ có một mình khi làm lễ rửa tên thì theo truyền thống ông chỉ được gọi là Bodin như trước khi khởi nghĩa nổ ra. Sau khi lên ngôi vương Bulgari tự xưng, ông được ban tặng danh xưng Petar, và danh xưng này chỉ tồn tại trong cuộc khỏi nghĩa chứ không tồn tại sau đó, đơn giản là vì cái tên này chỉ sử dụng trong hoàn cảnh ông xưng vương/đế ở Bulgari trong cuộc khỏi nghĩa, nên khi nó bị trấn áp, không có lý do gì mà cái tên này được ông gọi nữa. Sau khi kế thừa ngôi vị cha mình là Mihailo, ông được ban tước xưng Konstantin.[46]
5. ↑  Từ khoảng năm 1143 đến khoảng năm 1150 ông chỉ kiểm soát khu vực xung quanh Kotor thuộc xứ Duklja.[47] Từ khoảng năm 1150 trở đi, ông mới kiểm soát hoàn toàn xứ này.
6. ↑  Khu vực mà ông kiểm soát tại Dukjla nằm xung quanh thủ đô Ras và vùng nội địa của xứ Duklja khi đó.

### Vương triều Vukanović (1091 – 1166)
| Danh xưngTên                           | Chân dung      | Thời gian cai trị | Ghi chú |
| -------------------------------------- | -------------- | ----------------- | --- |
| Đại Vuơng công Vukan (k. 1050 – 1112)  |                | 1091 – 1112       | Con của Petrislav và là cháu của Mihailo I xứ Duklja. Cai trị Vương công quốc Serbia cùng em trai Marko trong một thời gian ngắn. Sau khi độc lập vào năm 1091/1092 (khỏi Duklja) , Vukan xưng làm Đại Vương công và bắt đầu chinh phục các vùng đất xung quanh (kể cả Duklja lẫn Đông La Mã). Đột ngột biến mất khỏi các sử liệu sau một cuộc chiến tranh với Đông Ma Lã năm 1106. |
| Đại Vuơng công Uroš I (trước 1083 – ?) |                | 1112 – 1145       | Là con của Marko (con của Petrislav) hoặc Vukan. Phần lớn thời gian cai trị của ông là sự can thiệp vào nội bộ xứ Duklja, khi Đông La Mã cố gắng cài người ủng hộ hoặc chi ít là thân với họ vào xứ này. Đến cuối cùng, các nỗ lực của phía Đông La Mã không thành công và Serbia thành công trong việc kéo xứ Duklja về tay mình. |
| Đại Vuơng công Uroš II (? – ?)         |                | 1145 – 1153       | Con của người tiền nhiệm. Hungary trở thành đồng minh tạm thời của Serbia trong thời gian ông nắm quyền, ít nhất là cho đến đầu thập niên 1150, khi anh trai ông là Beloš, do mối quan hệ anh em với em gái là Jelena - nữ vương Hungary - được bổ nhiệm làm hành cung bá tước của Hungary nhiếp chính cho Géza II khi ông này còn nhỏ. Thời kỳ của ông nổi bật về việc các anh em trai ông, lần lượt là Desa và sau này là Beloš, nắm quyền trong triều đình trong một thời gian ngắn trước khi ông khôi phục quyền lực sau các lần này, phân lớn đều nhờ sự trợ giúp của Đông La Mã.                                            |
| Đại Vuơng công Uroš II (? – ?)         | 1155 – 1561    |                   | Con của người tiền nhiệm. Hungary trở thành đồng minh tạm thời của Serbia trong thời gian ông nắm quyền, ít nhất là cho đến đầu thập niên 1150, khi anh trai ông là Beloš, do mối quan hệ anh em với em gái là Jelena - nữ vương Hungary - được bổ nhiệm làm hành cung bá tước của Hungary nhiếp chính cho Géza II khi ông này còn nhỏ. Thời kỳ của ông nổi bật về việc các anh em trai ông, lần lượt là Desa và sau này là Beloš, nắm quyền trong triều đình trong một thời gian ngắn trước khi ông khôi phục quyền lực sau các lần này, phân lớn đều nhờ sự trợ giúp của Đông La Mã.                                            |
| Desa (? – ?)                           |                | 1150 – 1153       | Con út của Uroš I. Lên ngôi và cai trị cùng Uroš II sau thất bại của Serbia cùng đồng minh là Hungary trước Đông La Mã năm 1150. Đồng cai trị đến năm 1153 thì giới quý tộc phế truất Uroš II và tôn ông lên làm vua cho đến năm 1155, buộc Manuel I Konmenos phải đích thân thân chính đánh bại ông rồi buộc ông phải cai trị khu vực Dendra nhỏ hơn nhiều (gần Niš ngày nay). Đến khoảng năm 1162, Beloš, người vừa lên ngôi sau khi Uroš II bị phế truất thập niên 1160, lập tức nhường ngôi cho ông. Desa nỗ lực liên minh với Hungary nhưng không thành công và bị quân đội Đông La Mã bắt giữ. Số phận ông sau đó không rõ. |
| Desa (? – ?)                           | 1153 – 1155    |                   | Con út của Uroš I. Lên ngôi và cai trị cùng Uroš II sau thất bại của Serbia cùng đồng minh là Hungary trước Đông La Mã năm 1150. Đồng cai trị đến năm 1153 thì giới quý tộc phế truất Uroš II và tôn ông lên làm vua cho đến năm 1155, buộc Manuel I Konmenos phải đích thân thân chính đánh bại ông rồi buộc ông phải cai trị khu vực Dendra nhỏ hơn nhiều (gần Niš ngày nay). Đến khoảng năm 1162, Beloš, người vừa lên ngôi sau khi Uroš II bị phế truất thập niên 1160, lập tức nhường ngôi cho ông. Desa nỗ lực liên minh với Hungary nhưng không thành công và bị quân đội Đông La Mã bắt giữ. Số phận ông sau đó không rõ. |
| Desa (? – ?)                           | k. 1162 – 1165 |                   | Con út của Uroš I. Lên ngôi và cai trị cùng Uroš II sau thất bại của Serbia cùng đồng minh là Hungary trước Đông La Mã năm 1150. Đồng cai trị đến năm 1153 thì giới quý tộc phế truất Uroš II và tôn ông lên làm vua cho đến năm 1155, buộc Manuel I Konmenos phải đích thân thân chính đánh bại ông rồi buộc ông phải cai trị khu vực Dendra nhỏ hơn nhiều (gần Niš ngày nay). Đến khoảng năm 1162, Beloš, người vừa lên ngôi sau khi Uroš II bị phế truất thập niên 1160, lập tức nhường ngôi cho ông. Desa nỗ lực liên minh với Hungary nhưng không thành công và bị quân đội Đông La Mã bắt giữ. Số phận ông sau đó không rõ. |
| Beloš (Trước 1115 – Sau 1198)          |                | 1162              | 1 trong 4 người con của Uroš I. Lên ngôi sau khi trở về từ Hungary (có lẽ là từ tháng 3 năm 1157) và đực Manuel I Konmenos bổ nhiệm, tuy nhiên ông từ chức ngay trong năm nhằm nhường ngôi cho Desa do không nhận được sự ủng hộ ở trong nước. |
| Tihomir (? – ?)                        |                | 1166              | Được cho là có họ hàng với những người cai trị khác trong gia tộc Vukanović. Được phong chức vị cao nhất trong số 4 người anh em của ông. Nemanja, em út của ông sớm trở thành mối nguy hiểm do thân thiết hơn với Đông La Mã. Hai người sớm gây chiến với nhau với sự trợ giúp từ Đông La Mã. Tihomir đến cuối cùng thua trận và bị chết đuối trên sông Sitnica. |

1. ↑  Các học giả tin rằng Vukan mất sau năm 1112 nhưng không trước năm 1113, năm mà Stefan Nemanja ra đời [48]. Fine cho rằng ông mất khoảng năm 1122. [49]
2. ↑  Fine ghi chép thời gian cai trị của ông là: khoăng năm 1125 – thập niên 1140.[50]
3. ↑  Uroš II là tên chính thức của ông khi lên ngôi, tuy nhiên ông cũng có tên gọi khác là Primislav (Примислав) or Prvoslav (Првослав). Tuy các sử gia đồng ý rằng Primislav  là một cái tên khác của ông, nhưng có khả năng rằng đây là tên của người anh trai thứ tư của ông. [51]
4. ↑  Đồng cai trị cùng Uroš II.

## Các nhà nước Serbia thời hậu kỳ Trung cổ (1166 – 1371)

### Vương triều Nemanjić (1166 – 1373)
| Danh xưngTên                                                                  | Chân dung | Thời gian cai trị                                                                      | Ghi chú |
| ----------------------------------------------------------------------------- | --------- | -------------------------------------------------------------------------------------- | --- |
| Đại Vuơng công Stefan Nemanja (k. 1113/1114 – 13 tháng 2 năm 1199)            |           | 1166 – 25 tháng 3 năm 1196                                                             | Con út của Zavida, vương công xứ Zahumlje. Nguời sang lập vương triều Nemanjić. Trong thời kỳ cai trị của Nemanja, ông mở rộng lãnh thổ Serbia bằng cách chinh phục những vùng đất xung quanh, gồm Duklja, Hum và Travunia. Những năm cuối đời, ông thoái vị và cùng con trai Sava đi tu. Sau khi ông mất, Nhà thờ chính thống giáo Serbia phong thánh cho ông với danh xưng Simeon Mirotočivi (Simeon Người mang Hương thánh) |
| Đại Vuơng công Stefan Prvovenčani (k. 1165 – 24 tháng 9 năm 1223/1228)        |           | 25 tháng 3 năm 1196 – k. 1202                                                          | Con thứ hai của Stefan Nemanja. Được cha nhường ngôi trước khi ông này về ở ẩn. Ông tuyên bố là vua xứ Duklja. Năm 1200, ông gửi thư đến giáo hoàng Innocente III nhằm thăng phong Serbia trở thành vương quốc. Điều này khiến ông sớm rơi vào xung đột với người anh cả Vukan. Việc trục xuất vợ ông Eudokia năm 1201 là chất xúc tác khiến chiến tranh giữa hai anh em bùng nổ. Sau một hồi xung đột, Stefan bị đánh bại và phải trốn thát sang Bulgaria. |
| Đại Vuơng công Vukan Nemanjić (Trước 1165 – Giữa 1207 và 1208)                |           | k. 1202 – k. nửa sau năm 1204                                                          | Con cả của Stefan Nemanja. Với tư cách là đại vương công, ông được phong đất ở Duklja, Dalmatia (Zahumlje), Travunija, Toplica and Hvosno. Ông tuyên bố là vua các xứ trên năm 1195, có lẽ vì phản ứng với việc đổi quyền kế vị với con thứ Stefan, dù vẫn công nhận quyền cai trị của Nemanja trên Serbia và sau này là Stefan. Tuy nhiên, sau khi cha mất, Vukan trở cờ và phát động nội chiến với em trai Stefan (với sự trợ giúp quân sự của Hungary), khiến ông này phải chạy khỏi Serbia vào năm 1202. Ông sau đó cai trị với tư cách là chư hầu của vua Hungary, người tự xưng danh xưng "Vua của Serbia". Tuy nhiên Serbia bị cuốn vào chiến tranh giữa Hungary với Bulgari. Em trai thứ hai của ông lợi dụng điều này và lật đổ ông, lúc này tham chiến cùng Hungary với tư cách là chư hầu của nước này. Vukan sau đó may mắn được tha thứ dưới sự che chở của em trai Sava, và cai trị xứ Duklja với tư cách là vua xứ này cho đến lúc mất, khoảng năm 1207/1208 |
| Đại Vuơng công→Vua Stefan Prvovenčani (k. 1165 – 24 tháng 9 năm 1223/1228)    |           | k. nửa sau năm 1204 – 24 tháng 9 năm 1223/1228                                         | Dù ông nắm quyền kiểm soát Serbia nửa sau năm 1204 dưới sự trợ giúp từ Bulgari (nơi ông lưu vong), chiến sự với Vukan chỉ kết thúc năm 1205. Ngay sau khi khôi phục quyền cai trị, ông sớm vướng vào nội chiến Bulgari và sau đó là xung đột với chuyên chúa quốc Epiros. Vài năm sau đó, ông tuyên bố độc lập khỏi Đông La Mã và được phong vương. Cuối đời, sức khỏe ông suy yếu và ông có vẻ như sớm chia sẻ ngôi vị chon con cả Radoslav trước khi ông chết. |
| Vua Stefan Radoslav (k. 1169 – sau 1235)                                      |           | 24 tháng 9 năm 1223/1228 – Giưã tháng 9 năm 1233 và tháng 2 năm 1234                   | Con của người tiền nhiệm. Ông theo đuổi chính sách thân Hi Lạp khi lên ngôi, bao gồm sự thân thiết với Tổng giám mục Ohrid Dimitrios Chomatinos. Thất bại của Epirus - nhà nước Hi Lạp hóa mạnh nhất ở miền Nam Balkan - trước Bulgari trong trận Klokotnitsa khiến quyền lực của Radoslav suy yếu dần, và đến năm 1334/1334, ông bị lật đổi bởi phe thân Bulgaria trong triều đình Serbia. |
| Vua Stefan Vladislav (k. 1198 – sau 1264)                                     |           | Giưã tháng 9 năm 1233 và tháng 2 năm 1234 – Giưã mùa xuân năm 1242 và mùa thu năm 1243 | Con thứ hai của Stefan Prvovenčani và là em trai kế của người tiền nhiệm. Lên ngôi dưới sự giúp đỡ về quân sự của phe thân Bulgaria trong triều đình Serbia khi đó. Trong triều đại của ông, mối quan hệ với Venezia và đặc biệt là Bulgaria được tăng cường. Sau khi vị quân chủ qua liên minh hôn nhân của ông là Ivan Asen II của Bulgaria mất, quyền lực của ộng suy yếu và sau đó không lâu ông bị các quý tộc lật đổ. |
| Vua Stefan Uroš I (k. 1223 – 1 tháng 5 năm 1277/k. 1280)                      |           | Giưã mùa xuân năm 1242 và mùa thu năm 1243 – 1276                                      | Con út của Stefan Prvovenčani. Lên ngôi sau khi lật đổ người tiền nhiệm và cũng là anh trai kế mình. Ông lợi dụng các nhóm di cư người Sachsen sau cuộc xâm lược của người Mông Cổ nhằm khai thác hiệu quả các mỏ kim loại phục vụ cho việc đúc tiền và từ đó cải thiện rất nhiều nền tài chính Serbia. Serbia dưới thời ông cũng tham chiến trong một loạt các cuộc xung đột với các nước láng giềng và ở Bohemia với tư cách là chư hầu cho vua Hungary István V. Tuy nhiên, đến cuối thời gian cai trị, quan hệ với Hungary xấu đi nhanh chóng. Việc ông tập quyền hóa nhà nước Serbia khiến con cả của ông là Stefan Dragutin lật đổ ông trong một cuộc nội chiến (dưới sự giúp đỡ từ Hungary). Uroš sau đó đi tu như các vị vua nhà Nemanjić dưới tên thánh là Simeon và mất khoảng năm 1280 |
| Vua Stefan Dragutin (Giữa 1250 và 1253 – 12 tháng 3 năm 1316)                 |           | 1276 – 1282                                                                            | Con của người tiền nhiệm. Lên ngôi sau khi lật đổ ông này. Trong thời gian trị vì ngắn ngủi của mình, ông tiếp tục chính sách của cha là liên minh với nhà Anjou chống Đông La Mã, tiến tới tận Sera. Đến năm 1281, Dragutin bất ngờ được báo cáo là đã ngã ngựa, khiến sức khỏe ông suy yếu và do đó nhường ngôi cho người em trai kế sau của mình là Milutin. Ông sau đó trở về là vua của xứ Sremska, tiếp tục củng cố và mở rộng quyền lục tại khu vực cho đến năm 1316. Ông sau đó đi tu và mất không lâu sau khi thoái vị. |
| Vua Stefan Milutin (1253/1254 – 29 tháng 10 năm 1321)                         |           | 1282 – 29 tháng 10 năm 1321                                                            | Con út của Stefan Uroš I. Lên ngôi sau khi người tiền nhiệm thoái vị. Ông thực hiện chính sách mở rộng lãnh thổ trong suốt thời gian trị vì của mình, nhất là về phía Nam và Đông Nam của nhà nước. Về nội trị, ông tiến hành cải cách nhà nước và đặc biệt tiếp thu các mô hình tổ chức hành chính Đông La Mã. Ông cũng cho sửa sang cũng như xây dựng mới nhiều nhà thờ. Dưới thời ông, kiến trúc Serbia phát triển mạnh, đặc biệt là các trường phái kiến trúc phương Tây. Ông kết hôn tới 5 lần nhưng lại chỉ có 4 người con (hai trai và hai gái). Tuy ông nỗ lực củng cố nhà nước Serbia, những vấn đề nội trị không được giải quyết, đặc biệt là về kế vị, đã khiến nhà nước này rơi vào một cuộc nội chiến ngay sau khi ông mất. Sau khi mất, ông được Giáo hội Chính thống giáo Serbia phong Vua thánh. |
| Vua Stefan Vladislav II (k. 1270 – sau 1326)                                  |           | Cuối năm 1321 – Đầu năm 1322                                                           | Con cả của Stefan Dragutin. Kế nhiệm cha là vua xứ Sremska nhưng không bao lâu thì Milutin, chú của ông xua quân đến chiếm giữ vùng này, còn bản thân ông thì bị bắt giam. Đến năm 1321, sau cái chết của Milutin, ông tuyên bố ngôi vương Serbia, tuy nhiên ông nhanh chóng bị con của Milutin là Stefan Dečanski đánh bại. Ông còn giữ được đất Sremska của cha cho đến năm 1326. Sau đó, ông rút chạy sang Hungary và dường như mất tại đây. |
| Vua Stefan Konstantin (Thập niên 1290 – Mùa xuân 1322)                        |           | 29 tháng 10 năm 1321 – Mùa xuân 1322                                                   | Con trai thứ hai của Stefan Milutin. Là người kế vị ngai vàng trong giai đoạn 1317 và 1319, sau khi anh trai Stefan Dečanski bị đuổi khỏi Serbia sau khi nổi loạn chống lại cha mình. Tuyên bố ngôi vương khi đang còn làm nhiệm vụ ngoại giao ở Constantinoplis. Trong cuộc nội chiến sau đó ở Serbia nhằm tranh giành việc kế vị, ông bị người em trai kế (khác mẹ) là Stefan Dečanski đánh bại và giết chết trong trận đánh tại Zvečan. |
| Vua Stefan Uroš III Dečanski (k. 1274/k. 1275/k. 1286 – 11 tháng 11 năm 1311) |           | 6 tháng 1 năm 1322 – 8 tháng 9 năm 1331                                                | Con của Stefan Uroš II Milutin. Là con tin ở triều đình Kim Trướng cho đến nhiều nhất là trước năm 1299. Sau đó xuất hiện trong các tài liệu Serbia là người đồng cai trị với vua cha với cái tên Nemanjić Stefan, tuy nhiên ông lại nổi loạn chống lại cha mình vào năm 1314 và bị đánh bại, chọc mù mắt rồi trục xuất sang Constantinoplis. Khi cha mất năm 1231, nội chiến ở Serbia nổ ra sau đó nhằm tranh giành việc kế vị giữa ông, Stefan Vladislav II (con của Stefan Dragutin) và Stefan Konstantin (con của Stefan Milutin), với chiến thắng sau cùng thuộc về ông. Sau khi giải quyết xong nội chiến (1226), ông liên minh với Andronikos II của Đông La Mã qua hôn nhân với cháu gái của ông là Maria Palaiologina, tuy nhiên liên minh sớm đổ vỡ sau chiến thắng của một người cháu trai của ông này là Andronikos III trong một cuộc nội chiến tranh giành ngôi vị Đông La Mã không lâu sau đó. Andronikos III sau đó khởi sự đánh Serbia cùng Bulgaria, tuy nhiên Dečanski đã đánh bại quân Bulgaria trong trận Velbužde (1330), qua đó ký kết hiệp ước riêng với Bulgaria với thỏa thuận rằng qua em gái ông sẽ nắm quyền triều chính cũng như việc Ivan Stefan con trai bà sẽ trở thành Sa hoàng Bulgaria. Đến tháng 1 năm 1331, mâu thuẫn giữa ông và con cả Dušan âm ỉ trước đó bùng phát thành một cuộc nội chiến toàn diện trong gần 8 tháng. Ông sau cùng bị đánh bại tại Petrič và bị con trai giam cầm trong một pháo đài tại Zvečani cho đến khi qua đời trong một hoàn cảnh không rõ ràng vào ngày 11 tháng 11 năm 1311. |
| Vua→Hoàng đế Stefan Dušan (k. 1308/ tháng 3 năm 1311 – 20 tháng 12 năm 1355)  |           | 8 tháng 9 năm 1331 – 20 tháng 12 năm 1355                                              | Con của Stefan Uroš III Dečanski. Bị đày cùng cha ở Constantinopolis cho đến năm 1319/1320 mới quay trở lại Serbia và được giao cho cai trị xứ Zeta. Thể hiện tài năng quân sự trong các trận đánh chống Bosnia và chống Bulgaria dưới thời cha, tuy nhiên mâu thuẫn gữa ông với cha khiến ông cùng các quý tộc dùng vũ lực đoạt ngôi cha mình trong một cuộc nội chiến đẫm máu kéo dài 8 tháng. Ông là một nhà cai trị đầy năng động, gây chiến và mở rộng lãnh thổ của mình trong suốt thời gian trị vì của mình, đặc biệt là với các nhà nước Hi Lạp hóa ở miền Nam Balkan - bao gồm cả Đông La Mã - cùng với Bosnia và Vương quốc Hungary. Đến năm 1334, ông đăng quang Hoàng đế (của người Serbia và Hi Lạp) cùng con trai tại Skopje. Ông cũng cho là ban hành bộ luật đầu tên của Serbia - Bộ luật Dušan. Ông mất năm 1355 trong một hoàn cảnh và địa điểm không rõ ràng khi đang hành quân đến Tharce với mục đích tiến hành thực hiện một chiến dịch quân sự ở phía Tây khu vực này - lúc này đang nằm trong tay Đông La Mã. |
| Hoàng đế Stefan Uroš V (1336/1337 – 4 tháng 11 năm 1371)                      |           | 20 tháng 12 năm 1355 – 4 tháng 11 năm 1371                                             | Con trai duy nhất của Stefan Dušan. Lên ngôi lúc 10 tuổi, ông tỏ ra không thích ứng được với việc cai trị một đế quốc phức tạp như Serbia. Điều này dẫn đến sự chia rẽ nội bộ dần trong đế quốc Serbia vừa mới thành lập. Cùng với sức ép quân sự từ các nước láng giềng, đế quốc của ông ngày càng suy yếu. Ông qua đời hai tháng sau trận Maričke, cũng trong một hoàn cảnh không rõ ràng như cha mình. Đế quốc Serbia chính thức cáo chung sau cái chết của ông. |
| Hoàng đế Simeon Uroš (1326 – 1371)                                            |           | 1359 – 1371                                                                            | Con trai thứ hai của Stefan Dečanski. Sau khi anh trai cả là Stefan Dušan chết không lâu, ông cho quân chiếm Kostur và tự xưng là "Hoàng đế của người Hi Lạp và Serbia". Ông sau đó phát động các chiến dịch hướng lên phía Bắc với Uros V nhưng không thành công và chỉ cai trị Kostur cho đến năm 1359. Sau đó, chuyên chúa quốc Nikephoros II Orsini của Thessalía và Ípeiros mất sau một lần trấn áp dân Arbanasi. Simeon nhân cơ hội chiếm lấy vùng, lúc đó bị bỏ ngỏ hoàn toàn. Ông áp dụng nhiều chính sách theo hướng Hi Lạp hóa. Cai trị yên bình từ năm 1359 cho đến lúc mất, ngoại trừ việc Radoslav Hlapen, một vị tướng của Dušan, tấn công ông từ các lãnh địa của ông này ở phía Tây sông Bistrisca khiến ông phải bỏ lại Kostur cho ông này cai trị. |
| Hoàng đế Jovan Uroš (? – 1421/1422)                                           |           | 1370 – 1373                                                                            | Con của Simeon Uroš. Trên thực tế chỉ nắm quyền vùng Thessaly cho đến lúc thoái vị và trở thành tu sĩ năm 1373. |

1. ↑  Có vẻ như không phù hợp với quy tắc chính tả khi dùng 'Stefan' hoặc 'Stefan Nemanjić' làm tên riêng cho một trong các vị vua thuộc dòng họ Nemanjić.'Stefan' chỉ có thể được sử dụng đúng khi đi kèm với tên riêng – trong trường hợp này là 'Stefan Nemanja II' – hoặc với biệt hiệu như 'Stefan Prvovenčani' (Stefan được trao vương miện đầu tiên). Gia tộc Nemanjić (và các nhánh phụ của họ) đã sử dụng các dạng tên như 'Simeon Nemanja I' và 'Uroš III', nhưng chưa bao giờ sử dụng các dạng như 'Stefan II' hay tương tự.Điều này cho thấy đối với dòng họ Nemanjić (và các thư ký của họ), tên riêng của các vị vua trong gia đình này là 'Nemanja' và 'Uroš', nhưng không phải 'Stefan'. 'Stefan' được dùng với nghĩa là một tước hiệu trong nhà nước, tức là người đã được trao vương miện ('Ovenčani'). Vì thế, 'Stefan Nemanjić' chỉ là cách nói chung chung mang nghĩa 'người họ Nemanjić đã được trao vương miện', còn tên riêng cụ thể phải là: Nemanja (II), Radoslav, v.v. [52]
2. 1 2 3 4  Năm ông mất không rõ ràng, có thể là 1223 [53]hoặc 1227/1228 [54] tùy theo ý kiến sử gia.
3. ↑  Tất cả các nguồn tài liệu viết từ thời Trung Cổ đều mô tả một lễ đăng quang duy nhất của Stefan Nemanja II Prvovenčani (Stefan Người được đăng quang đầu tiên), nhưng có sự khác biệt đáng kể trong các mô tả này. Các nguồn phương Tây (La-tinh) như của Tất cả các nguồn tài liệu viết từ thời Trung Cổ đều mô tả một lễ đăng quang duy nhất của ông, nhưng có sự khác biệt đáng kể trong các mô tả này. Các nguồn phương Tây (La-tinh) như của Toma Arhiđakon (Toma Tổng Phó tế hay Toma xứ Split) và Andrea Dandolo mô tả lễ đăng quang do đặc sứ của Giáo hoàng Honorius III thực hiện.[59][60] Trong khi đó, các nguồn Serbia như của các tu sĩ Domentijan Hilandarac và Teodosije Hilandarac mô tả rằng lễ đăng quang do chính Tổng Giám mục Sava I cử hành. Theo các tranh tường có ghi chép, Stefan được đội vương miện kiểu stematogirion – một dạng vòng vương miện. Các vua Nemanjić sau đó thì dùng vương miện kiểu stema.[61]

Từ bản mô tả của Toma xứ Split,[62] phần lớn các sử gia Serbia đã cho rằng lễ đăng quang diễn ra vào năm 1217, nhưng không rõ làm thế nào họ có thể rút ra mối liên hệ trực tiếp giữa năm 1217 và lễ đăng quang từ văn bản của Toma. Tuy nhiên, đó vẫn là quan điểm chính thức của đa số các sử gia Serbia. Prvovenčani cũng đã ra lệnh rằng tất cả các vua Serbia sau này phải được đăng quang tại Žiča.[63]

Tuy nhiên, dường như Toma xứ Split không hề viết rằng lễ đăng quang diễn ra vào năm 1217, mà chỉ ghi lại rằng vào tháng 8 năm 1217, một phái đoàn do Đại Župan của Serbia cử đến đã đi qua Split để tới Roma xin vương miện.[64]  Một mô tả khác về lễ đăng quang được các tu sĩ Domentijan và Teodosije đưa ra, trong đó mô tả rằng chính Sava I, với tư cách là Tổng Giám mục, đã chủ trì lễ đăng quang cho người anh trai của mình trong một công đồng tại Žiča. Khó có thể bác bỏ mô tả của Domentijan, người là học trò của chính Sava I và rất có thể đã biết ít nhất một nhân chứng trực tiếp tại lễ đăng quang – hoặc thậm chí chính ông đã có mặt. Do đó, văn bản của Domentijan có thể coi là nguồn đáng tin cậy và cơ bản nhất về lễ đăng quang của Prvovenčani.[65]Domentijan không chỉ gần về mặt thời gian và không gian với sự kiện này mà còn đáng tin cậy hơn với tư cách một nhà viết sử so với Toma xứ Split.[66] Domentijan cho biết lễ đăng quang được thực hiện bởi người thầy của ông là Sava I Nemanjić khi đã là Tổng Giám mục, điều này không thể diễn ra trước năm 1219.

Trước đây, một số học giả (như Dragutin Anastasijević) đưa ra giả thuyết rằng sau khi Giáo hội Chính Thống Serbia trở nên độc lập, Stefan Prvovenčani đã được đăng quang lại theo nghi lễ Chính Thống. Theo giả thuyết này, một công đồng nhà nước–giáo hội thứ hai đã được tổ chức vào năm 1221 tại tu viện Žiča,[67][68] nơi được xây dựng làm trung tâm của Tổng Giáo phận mới. Tại đó, Sava I đã sử dụng chính vương miện do Giáo hoàng gửi để đăng quang lại cho anh mình.[69] Một mô tả tương tự như của Domentijan cũng được Teodosije Hilandarac ghi lại.

Hai nguồn sử liệu của người Serbia được viết gần với thời điểm đăng quang của Prvovenčani hơn các nguồn La-tinh. Một là bức thư từ tháng 3 năm 1220 trong đó ông tự xưng là "vua đã đăng quang". Hai là bản mô tả chi tiết của Domentijan viết vào giữa thế kỷ 13 trong cuốn  “Cuộc đời Thánh Sava”. Từ đó hình thành quan điểm hiện đại rằng chỉ có một lễ đăng quang duy nhất, có khả năng diễn ra vào lễ Giáng Sinh năm 1219 hoặc đầu năm 1220 tại Žiča, và được thực hiện bởi Tổng Giám mục Sava I Nemanjić với vương miện do Giáo hoàng gửi.[70]

Việc Giáo hoàng gửi vương miện đã nâng cao vị thế quốc tế của vua Serbia Stefan Prvovenčani và là sự công nhận trên bình diện pháp lý quốc tế rằng Serbia là một quốc gia độc lập. Đồng thời, việc vương miện của Giáo hoàng được chấp nhận ở Serbia cũng nâng cao uy tín của Tòa thánh Roma. Trước lễ đăng quang, trong sắc phong dành cho tu viện Hilandar, ông tự xưng là "Đại župan Stefan, đại diện của toàn lãnh thổ Serbia". Sau lễ đăng quang, trong các sắc phong dành cho tu viện Žiča và Tu viện Thánh Mẫu Thiên Chúa tại Mljet, ông ký tên là "Stefan, nhờ ơn Chúa, là vị vua đầu tiên được đăng quang của toàn lãnh thổ Serbia, Diokleia, Travunia, Dalmatia và Zahumlje" và "Stefan, nhờ ơn Chúa, vua được đăng quang và người tự trị của toàn lãnh thổ Serbia và vùng duyên hải". Vì là người đầu tiên trong dòng họ Nemanjić đội vương miện, ông được gọi là "vị vua đầu tiên được đăng quang", và từ danh hiệu thời Trung Cổ đó mà tên gọi hiện đại "Prvovenčani" (Được đăng quang đầu tiên) được hình thành.[71]

Ngoài các sử gia, còn có quan điểm của các nhân vật nổi tiếng trong Giáo hội như Justin Popović và Nikolaj Velimirović cho rằng lễ đăng quang bằng vương miện của Giáo hoàng Honorius III chưa bao giờ xảy ra.[72]

Chủ quyền độc lập của Serbia chưa thể hoàn toàn nếu người dân của họ vẫn lệ thuộc về mặt tôn giáo vào các lãnh đạo tinh thần từ các quốc gia khác. Phần lớn người Serbia theo Chính Thống giáo vẫn thuộc quyền quản lý của Tổng Giáo phận Ohrid. Do đó, với sự đồng ý của anh trai và là vua Serbia, Sava I Nemanjić – khi đó là viện trưởng tu viện Studenica – đã đi tới Nicaea, nơi hoàng đế Đông La Mã bị lưu đày là Theodoros I Laskaris và Thượng phụ Đại kết Manuel Haritopoulos đang cư ngụ. Tại đây, Sava đã xin sự độc lập cho Giáo hội Chính Thống giáo Serbia. Bối cảnh lúc đó rất thuận lợi vì giữa người Hy Lạp ở Nicaea và ở Epirus đang có tranh chấp về quyền kế vị chính thống của Đế quốc Đông La Mã. Với hoàng đế và thượng phụ ở Nicaea, yêu cầu của Sava là cơ hội để khẳng định vị thế trung tâm Chính Thống giáo của Nikaia. Hoàng đế Theodoros và thượng phụ Manuel đã đồng ý phong Sava làm Tổng Giám mục đầu tiên của Serbia vào năm 1219, đồng thời cũng chấp thuận rằng các Tổng Giám mục Serbia trong tương lai sẽ được bầu chọn ngay tại Serbia. Sau khi trở về Serbia năm 1219, Tổng Giám mục Sava đã sắp xếp lại đời sống tôn giáo của Tổng Giáo phận mới thành lập và thành lập thêm các giáo phận mới. Có thể ông chưa thành lập toàn bộ các giáo phận mới vào năm 1220, nhưng tu viện Žiča đã được chọn làm trung tâm của Tổng Giáo phận."[73][74][75]
4. ↑  Năm sinh của Stefan Dečanski không được biết đến chính xác, một phần do người ta không rõ mẹ của ông là ai. Nếu mẹ của ông là Jelena năm sinh của ông được xác định là khoảng 1274/1275. Còn nếu mẹ của ông là Anna Terter, năm sinh của ông được ghi nhận là 1284.[78]
5. ↑  Stefan Dušan nổi loạn với sự ủng hộ của các quý tộc, những người đã có mâu thuẫn lớn với vua Serbia sau mâu thuẫn trong các hành xử của ông về chiến thắng trước Bulgari trong trận Velbužde khi ông không yêu cầu chiến lợi phẩm, hay đất đai sau đó. [79]

## Sự sụp đổ của các nhà nước Trung cổ Serbia (1371–1496)

### Các lãnh địa quý tộc
Trước cuộc xâm lược của người Ottoman, đế quốc Serbia là một đế quốc phong kiến phân quyền. Các lãnh chúa trong đế quốc, hoặc theo Stefan Uroš  V, hoặc theo Vukašin, đồng cai trị cùng Uroš V từ năm 1365 từ gia tộc Mrnjačević, và do đó hình thành thể lưỡng đầu chế trong đế quốc Serbia. Đến năm 1371, Vukašin cùng nhiều quý tộc Serbia mất trong trận Maričke, và người Ottoman buộc các lãnh chúa miền Nam Serbia phải làm chư hầu cho mình. 4 tháng sau đó, Stefan Uroš V cũng mất, và các quý tộc không thể chọn được người kế vị nhằm cai trị liên bang Serbia khi đó. Các lãnh địa Serbia ngày càng phân mảnh do quyền lực trung ương không còn vì không có người cai trị. Lazar là người quyền lực nhất khi đó, khi ông cai trị vùng trung tâm Serbia ngày nay. Ông là lãnh đạo Serbia trong trận Kosovo (1389) nhằm ngăn chặn Ottoman bành trướng, tuy nhiên, với kết quả bất phân thằng bại (với việc hai bên bị thương vong nặng nề), hi vọng về việc chống Ottoman của các nhà nước Serbia tiêu tan, và các nhà nước Serbia dần rơi vào tay nhà Ottoman.

Dưới đây là sự phân chia các nhà nước cai trị của Serbia sau khi tan rã:

Moravian Serbia
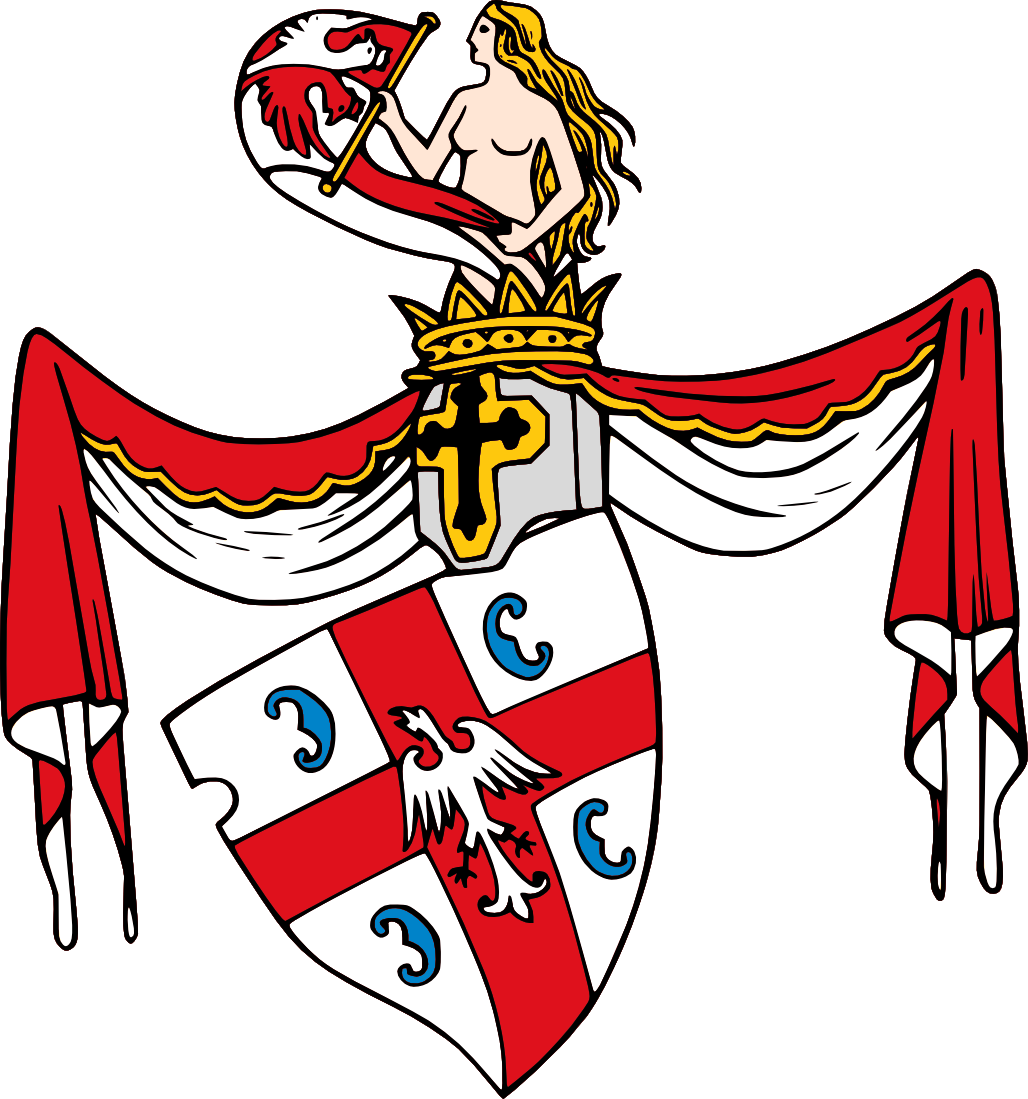
Lãnh địa Prilep
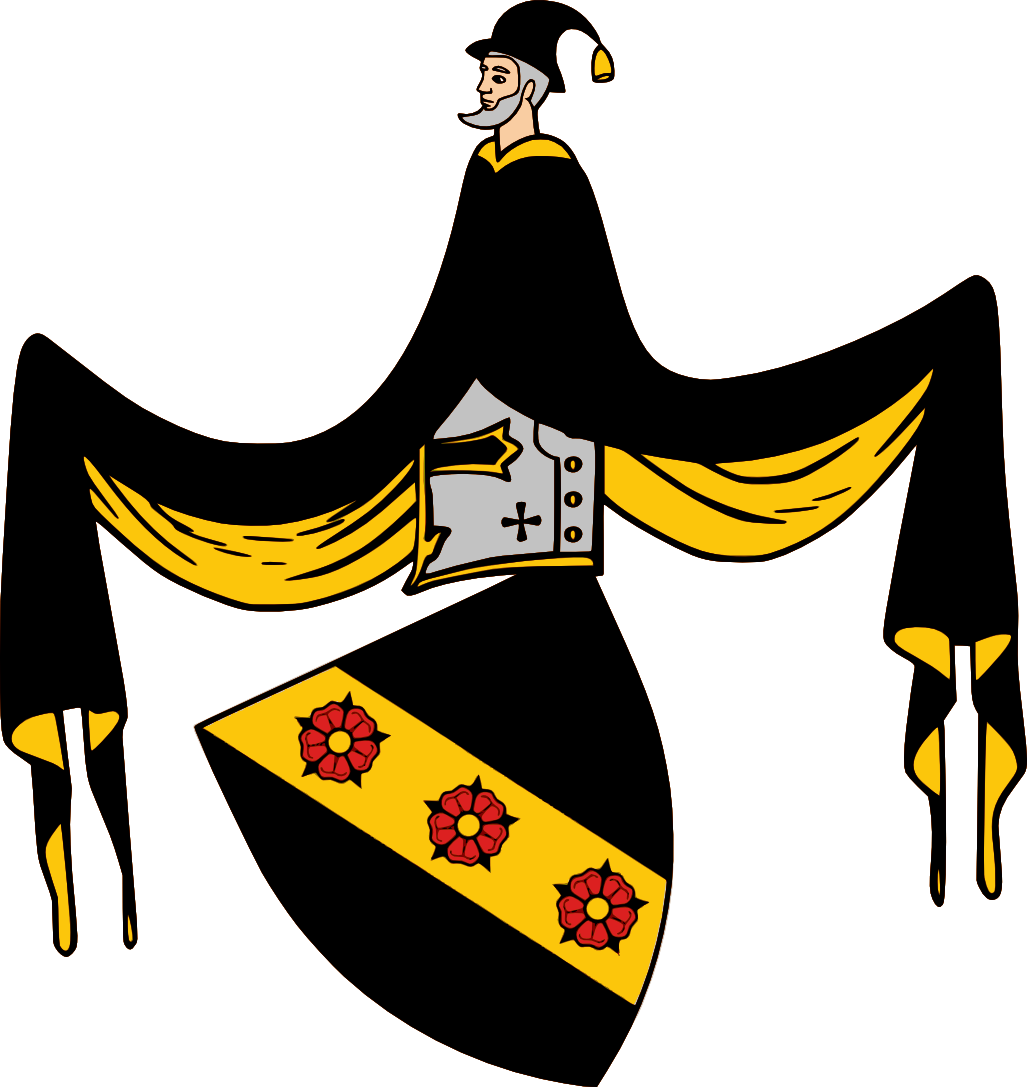
Đất gia tộc Dejanović
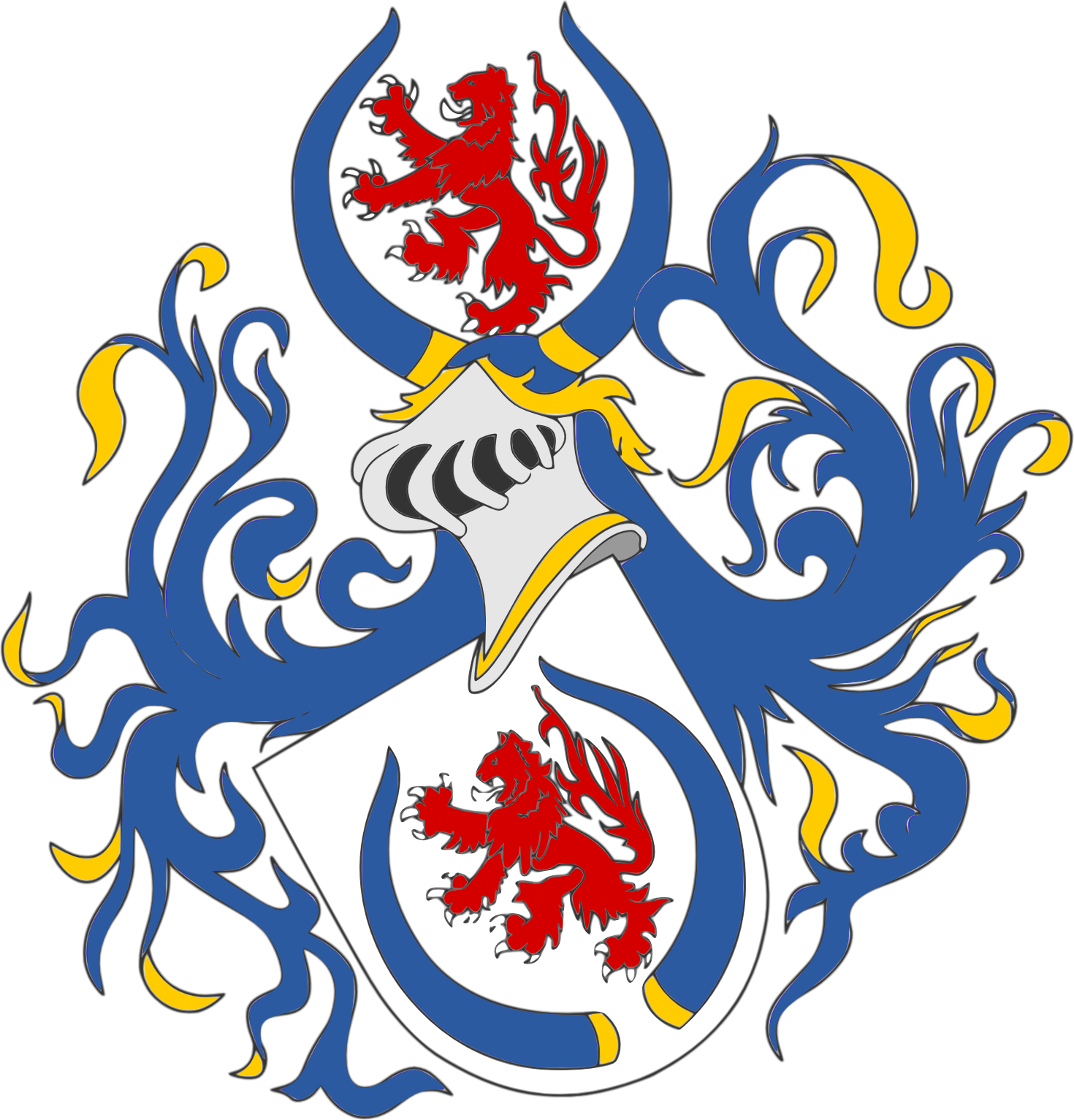
Lãnh địa gia tộc Branković
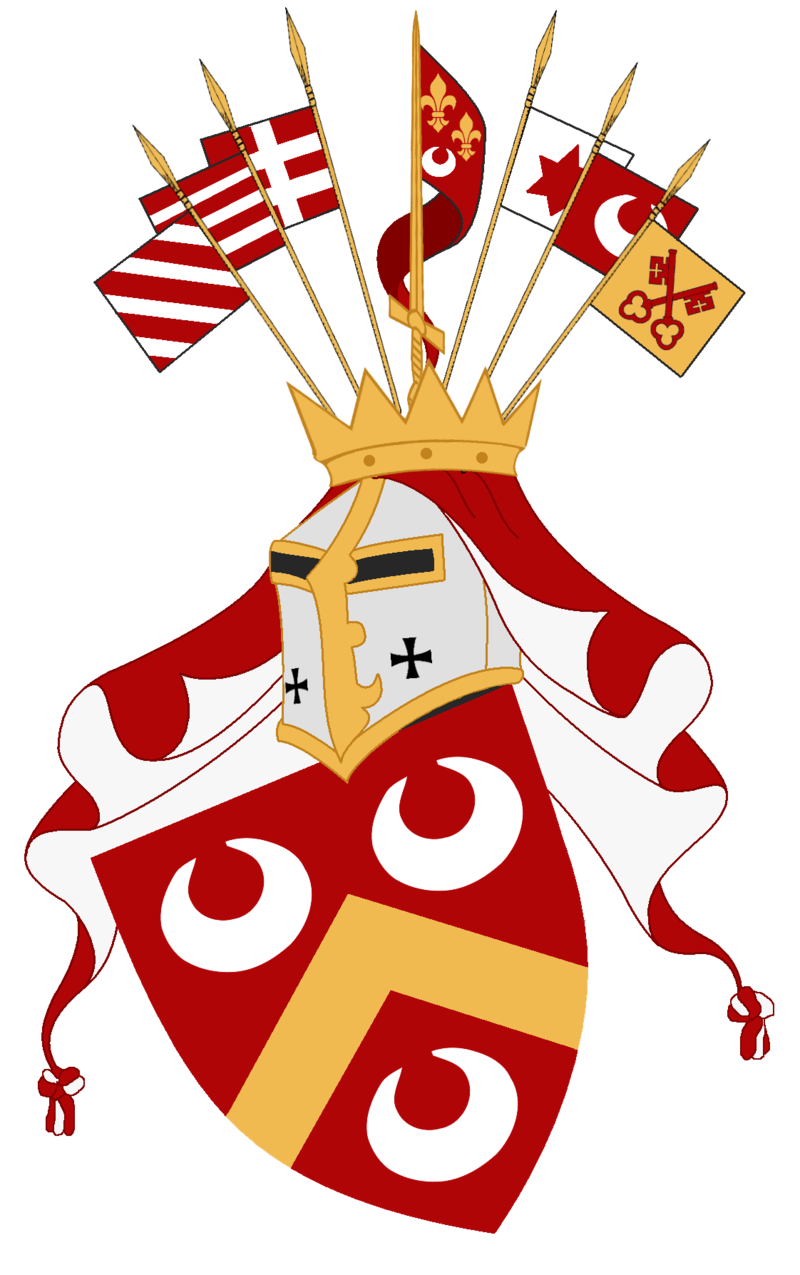
Lãnh địa gia tộc Altomanović
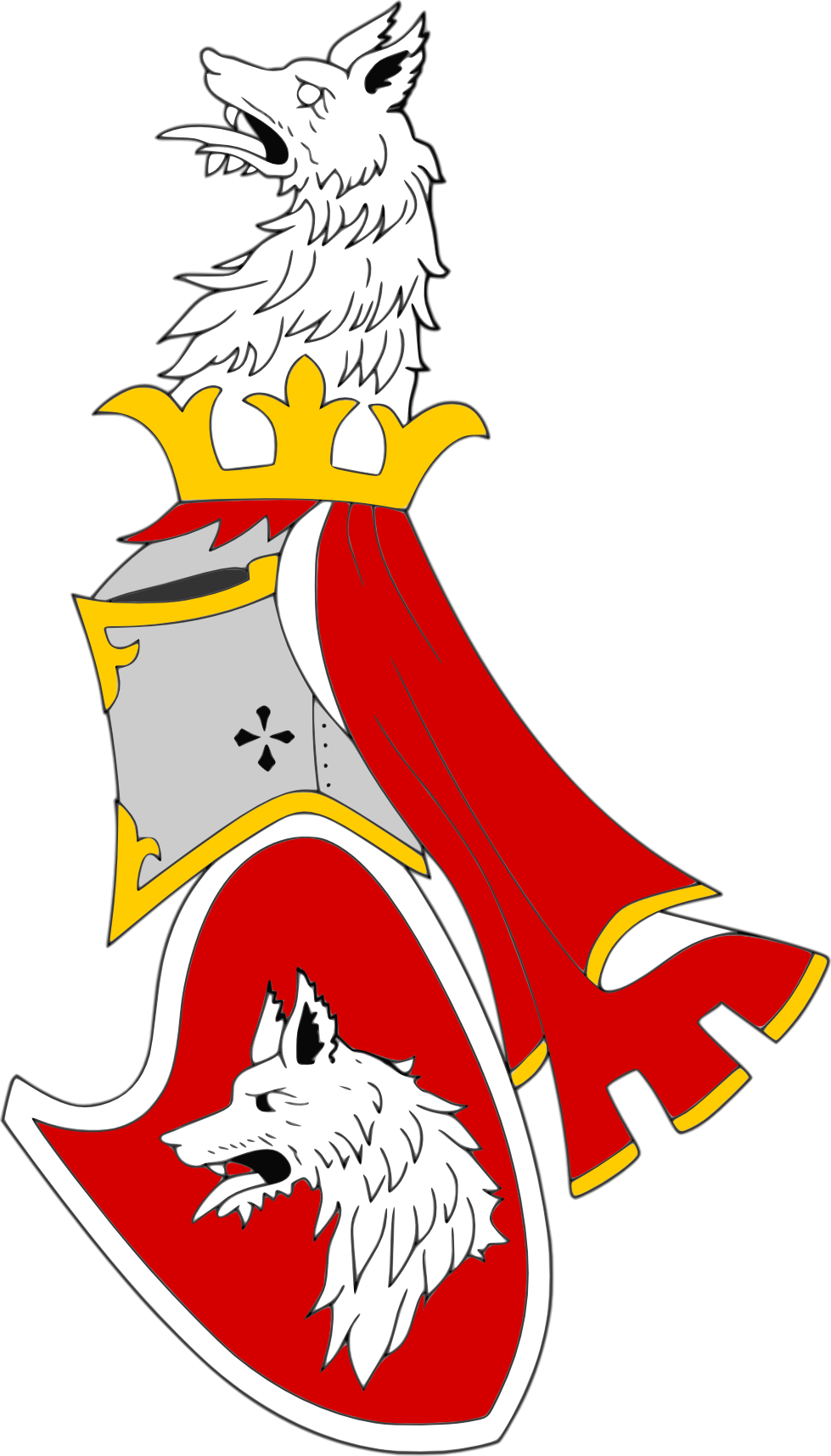
Nhà Balšić (Lãnh chúa quốc Zeta)
Nhà Crnojević (Lãnh chúa quốc Zeta)

| Danh xưngTên                                                             | Chân dung | Thời gian cai trị                                | Ghi chú |
| ------------------------------------------------------------------------ | --------- | ------------------------------------------------ | --- |
| Moravia Serbia/Chuyên chế quốc Serbia (Lazarević)                        |           |                                                  | |
| Knyaz Lazar Hrebeljanović (k.1326 – 15 tháng 6 năm 1389)                 |           | 4 tháng 11 năm 1371 – 15 tháng 6 năm 1389        | Thông qua các mối quan hệ sau thời kỳ của Stefan Uroš V, Lazar trờ thành lãnh chúa quyền lực nhất khu vực Serbia lúc bấy giờ. Ông xưng tước hiệu kynaz (không rõ thời gian được phong) mặc dù được Giáo hội Serbia ủng hộ và phong ông tước hiệu Tsar. Trong các văn bản, ông bắt đầu xưng "Chúa tể của tất cả người Serb", "Chúa tể của người Serb", trên thực tế điều này có nghĩa là "Chúa tể hoặc vua của các vùng đất Serbia". Một số đồng tiền khai quật sau này cò ghi tên danh hiệu của ông là "Lazar, Chúa tể Vương công cuả người Serbia". Khu vực lãnh địa ông kiểm soát ở Moravia nhanh chóng giàu có và thịnh vượng lên, trở thành nhà nước Serbia mạnh nhất trong khu vực, tuy nhiên ông phải đối mặt với mối đe dọa ngày càng tăng từ Ottoman và Hungary. Mất trong trận Kosovo (1389) chống Ottoman. |
| Knyaz→Chuyên chúa vương Stefan Lazarević (k. 1377 – 19 tháng 7 năm 1427) |           | 15 tháng 6 năm 1389 – 19 tháng 7 năm 1427        | Con của Lazar. Ngay sau khi cha chết trong trận Kosovo, ông buộc phải chấp nhận trở thành chư hầu cho Ottoman và tham gia vào các chiến dịch quân sự của nhà nước này. Ông cũng nhận thêm nhiều vùng đất của nhà Branković do đứng về phe chống Ottoman trong trận Nicopolis (1396). Ông còn tham chiến cho Ottoman đến năm 1402. Sau khi Ottoman nội loạn, ông ở lại Constantinopolis. Ở đây ông được phong chức despot (chuyên chúa vương) bởi Ioannes VII Palaiologos. Ông quay về Serbia, một hành trình đầy chết chóc khi gia tộc Branković tấn công ông cùng quân Ottoman của Süleyman Çelebi cũng như thiết lập tiền đồn ngăn ông cùng quân đội của mình trở về Serbia. Lúc này ông vẫn là chư hầu Ottoman trên danh nghĩa (dù nhà nước này vô chủ). Sau này ông kết đồng minh với Hungary - đúng hơn là với Sigismund - lúc này đang vật lộn trong việc giải quyết các quý tộc Hungary chống đối ông. Sau lúc này, ông bắt đầu có những hành động chống Ottoman nhưng những rạn nứt trước đó với người em trai Vuk khiến ông phải đối mặt với thêm một kẻ thù nữa. Ông tiếp tục xung khắc với Đurađ Branković nhưng chị của ông là Mara đã giải quyết êm xuôi mọi thứ. Khi nội chiến Ottoman kết thúc vào năm 1413, các lãnh chúa phía Nam Serbia, kể cả ông, chấp nhận quyền tể trị của Murad I. Các nhà nước Serbia trải qua một khoảng thời gian yên bình, và bản thân Stefan cũng có thêm nhiều vùng đất mới từ chuyện này. Sau một thời kỳ dài hòa bình, ông bất ngờ mất vào năm 1427 sau khi ngã ngựa từ một chuyến đi săn gần Glavica. |
| Lãnh địa Prilep (Mrnjavčević)                                            |           |                                                  | |
| Vua Marko Mrnjavčević (k. 1335 – 17 tháng 5 năm 1395)                    |           | 26 tháng 9 năm 1371 – 17 tháng 5 năm 1395        | Con của Vukašin. Khoảng năm 1370/1371, ông được phong vương bởi cha mình. Sau khi lần lượt cha và Stefan Uroš V mất vào nửa cuối năm 1371, ông trở thành vua Serbia theo luật định. Tuy nhiên, các quý tộc không chịu chấp nhận ông làm người kế vị. Sau năm 1371, ông trở thành chư hầu cho Ottoman, và lãnh đia của ông cũng thu hẹp dần, và cho đến năm 1377 thì chỉ còn cai trị trên thực tế một phần nhỏ phía Tây vùng Macedonia. Mất trong trận Rovine chống xứ Țara Românească. |
| Lãnh địa gia tộc Dejanović (Dejanović)                                   |           |                                                  | |
| Chuyên chúa vương Jovan Dragaš (k. 1343 – k. 1378)                       |           | 4 tháng 11 năm 1371 – k. 1378                    | Em trai đằng dâu của Stefan Dušan. Được Stefan Uroš V phong chuyên chúa quốc. Mở rộng lãnh địa mà ông cai trị từ sau trận Maričke và chấp nhận trở thành chư hầu cho Ottoman. |
| Gospodin Konstantin Dejanović (k. 1350/h.đ.1365 – 17 tháng 5 năm 1395)   |           | k. 1378 – 17 tháng 5 năm 1395                    | Em trai và cũng là đồng cai trị của của Jovan Dragaš trước khi ông mất. Mất trong trận Rovina (1395). |
| Quận vương Altomanović (Vojinović)                                       |           |                                                  | |
| Grand Župan Nikola Altomanović (? – Sau 1395)                            |           | 4 tháng 11 năm 1371 – Cuối tháng 11 năm năm 1373 | Kiểm soát một vùng rộng lớn năm 1368 nhưng sau đó bị thu hẹp sau trận Kosovo năm 1369. Từ từ mở rộng lại sau đó dưới sự hỗ trợ của Hungary. Nỗ lực ám sát Kynaz Lazar không thành công năm 1371. Trong cùng năm này, ông cùng cộng hòa Venezia và đồng minh Zeta có ý định chiếm các thành phố ven biển phía đông là Dubrovnik , Kotor và Durrës (được Hungary bảo hộ), và điều này đã đánh động đến vua Hungary là Lajos I. Ông này cùng Lazar sau đó thành lập một liên minh lớn và đánh bại quân của Altomanović. Sau khi ông đầu hàng tháng 11 năm 1373, vùng đất của ông bị chia xẻ giữa các đồng minh phe Lazar và sau này là xứ Zeta. Số phận của ông sau này cũng không rõ ràng. |
| Công quốc Zeta (Nhà Balšić)                                              |           |                                                  | |
| Lãnh chúa Đurađ I Balšić (? – 13 tháng 1 năm 1378)                       |           | 4 tháng 11 năm 1371 – 13 tháng 1 năm 1378        | Con rể của vua Vukašin. Gia tộc của ông bành trướng lãnh thổ trong suốt thời gian mà ông trị vì. Ông cùng các em trai cũng cam kết cải đạo sang Công giáo năm 1369 nhằm tranh thủ sự ủng hộ của Giáo hoàng, tuy nhiên điều này trên thực tế sẽ không bao giờ xảy ra. |
| Lãnh chúa Balša II Balšić (? – 18 tháng 9 năm 1385)                      |           | 13 tháng 1 năm 1378 – 18 tháng 9 năm 1385        | Em trai Đurađ I. Ông chỉ còn nắm vùng Scutari và phần bờ biển phía Đông Zeta, và trên thực tế các xứ Valona và Kanina chỉ còn nắm quyền cai trị trên danh nghĩa. Phân lớn triều đại của ông là các cuộc xung đột với Bosnia, chỉ có thời gian ngắn cuối triều đại của ông là gây chiến với lãnh chúa Albania là Karl Topia. Bị giết trong trận đồng bằng Savra chống liên minh Topia-Murad I. |
| Lãnh chúa Đurađ II Balšić (h.đ.1385 – tháng 4 năm 1403)                  |           | 18 tháng 9 năm 1385 – tháng 4 năm 1403           | Cháu đằng nội của Balša II và đằng ngoại của vua Vukašin. Dưới thời ông, chiến tranh xảy ra liên miên và kéo theo đó là vùng kiểm soát của gia tộc ông ngày càng bị thu hẹp. Mất tháng 4 năm 1403, không lâu sau khi ông tham chiến ở trận Ankara. |
| Lãnh chúa Balša III Balšić (1387 – 28 tháng 4 năm 1421)                  |           | Tháng 4 năm 1403 – 28 tháng 4 năm 1421           | Con của Đurđa II. Nhiếp chính cùng mẹ là Jelene Lazarevic trong những năm đầu ông cầm quyền. Thời kỳ của ông chứng kiến những nỗ lực quân sự nhằm giành lại bờ phía Đông Zeta, vốn đã bị nhượng cho Venezia dưới thời cha ông. Những nỗ lực này tuy vậy không trọn vẹn. Mất sau một thời gian rất dài lâm bệnh. Phần đất Zeta của gia tộc ông sau đó được chuyển cho Stefan Lazarević cai trị do ông mất mà không có người nối dõi. |
| Công quốc Zeta (Nhà Crnojević)                                           |           |                                                  | |
| Lãnh chúa Stefan Crnojević (? – 1465)                                    |           | 1451 – 1465                                      | Ông theo đuổi chính sách độc lập của riêng mình mà không chịu sự cai trị của Chuyên chế quốc Serbia, do đó ông chấp nhận chịu sự bảo hộ của Venezia. Ông nhận chức Công tước xứ Thượng Zeta và sau năm 1451 chấp nhận sự cai trị của xứ này sau các chiến dịch chống lại Serbia của Tổng trấn Venezia Francesco Foscari, trong đó phía Venezia cai trị các thành phố ven biển, còn ông cai trị cùng sâu trong nội địa xứ này. |
| Lãnh chúa Ivan Crnojevic (? – 1490)                                      |           | 1465 – 1490                                      | Lên ngôi kế thừa Stefan dù mối quan hệ lúc đầu với Venezia không tốt. Sau khoảng thời gian yên bình ban đầu khi ông làm chư hầu cho cả Ottoman và Venezia thì chiến tranh với Ottoman (sau có thêm xứ Hezegovina tham chiến) nổ ra vào năm 1474. Ông sau cùng buộc phải lưu vong ở Kotor trước sức mạnh vượt trội từ người Ottoman mặc dù được quân Venezia hỗ trợ. Sau năm 1481, lợi dụng tình hình chính trị ở Ottoman biến động, ông quay về chiếm lại toàn bộ các vùng đất cũ mà ông cai trị. Bayezid II, người cai trị đế quốc Ottoman mới, chấp nhận ông làm người cai trị của xứ Zeta. Ông tiếp tục duy trì nền bảo hộ kép Ottoman-Venezia cho đến lúc mất. |
| Lãnh chúa Đurađ Crnojević (? – 1514)                                     |           | 1490 – 1496                                      | Con của Ivan Crnojević. Sau khi ông trốn sang Venezia năm 1496, có lẽ do bị Ottoman buộc phải triệu tập về Constantinopolis, xứ Zeta chính thức bị Ottoman tôn thính. |

1. ↑  Trong một số nguồn sử liệu bằng tiếng Serbia, Konstantin được nhắc đến với danh xưng là "gospodin", trong khi các tài liệu bằng tiếng Hy Lạp gọi ông là "kir" và "autentes". Một số tác giả cho rằng ông đã mang danh hiệu "chuyên chúa quốc của Serbia".
2. ↑  Trong các tài liệu lịch sử, tên của ông được ghi là Konstantin Dejanović (Константин Дејановић). Một tài liệu từ Štip có niên đại năm 1388 ghi rõ tên ông là Kostadin (Костадинь).[80] Người anh trai lớn của ông, Jovan, sử dụng tên khác là Dragaš (Драгаш) thường xuyên, trong khi Konstantin chỉ sử dụng tên khác đó một lần trong các nguồn tư liệu lịch sử.[81]

### Lãnh địa Branković/Chuyên chế quốc Serbia
Nhà Branković là một trong những gia tộc lớn tại đế quốc Serbia, với mối quan hệ rất thân thiết bên đằng ngoại với nhà Lazarević và do đó là với cả nhà Nemanjić . Sau sự sụp đổ của đế quốc Serbia, vùng lãnh địa nhà Branković bắt đầu mở rộng nhanh chóng về nhiều hướng khác nhau, với trung tâm là vùng Kosovo, một trong những vùng đất trung tâm của đế quốc Serbia xưa kia. Và cùng với sự tôn thính của Ottoman trong khu vực, nhà Branković trở thành nhà nước Serbia bị Ottoman tôn thính sau cùng. Nhà Branković cũng cai trị Chuyên chế quốc Serbia từ năm 1427 đến năm 1459.
| Danh xưngTên | Chân dung | Thời gian cai trị                          | Ghi chú |
| --- | --------- | ------------------------------------------ | --- |
| GospodinVuk Branković (1345 – 6 tháng 11 năm 1397) |           | 4 tháng 11 năm 1371 – 6 tháng 11 năm 1397  | Sau khi Stefan Uroš V mất, ông cùng cha rể là Lazar Hrebeljanović nhanh chóng mở rộng lãnh thổ của mình. Sau trận Kosovo, ông trở thành minh chủ tối cao của các vùng đất Serbia còn độc lập còn lại, tư xưng là "Lãnh chúa của người Serbia và vùng Danube". Tuy nhiên, đến năm 1392, ông để mất Skopje và do vậy bị buộc phải làm chư hầu cho Ottoman. Ông vẫn không thực sự thần phục Ottoman và tìm cách xung đột với đế quốc này, nhưng đến năm 1396 phần lớn lãnh thổ của ông đã bị quân Ottoman chiếm đóng. Sau trận Nikopolis, ông bị bắt làm tù binh, trong khi Ottoman chiếm phần còn lại mà ông còn kiểm soát. Phần lớn lãnh thổ của ông giao lại cho Stefan Lazarević, Ottoman thi chiếm các vị trí chiến lược trong vùng lãnh thổ này, còn vợ cùng ba người con của ông được chia một mảnh đất nhỏ ở Vučitrn. Mất trong khi vẫn làm tù binh cho Ottoman. |
| Gospodin→Chuyên chúa vươngĐurađ I Branković (22 tháng 2 năm 1377 – 24 tháng 12 năm 1456) |           | 6 tháng 11 năm 1397 – 24 tháng 12 năm 1456 | Con của Vuk Branković. Củng cố lực lượng sau cái chết của cha mình. Xung đột với Stefan Lazarević sau trận Ankara (1402), tuy nhiên hai năm sau đó họ cuối cùng cũng hoà giải thành công. Cho đến trước năm 1411, túc là trước khi Süleyman Çelebi mất, Đurađ I vẫn thần phục ông này. Sau khi Musa Çelebi, em trai và cũng là kẻ thù của Süleyman, lên ngôi, ông cố gắng loại bỏ Đurađ (dù có hòa giải trước đó) nhưng không thành công. Musa sau đó không lâu cũng mất. Sau khi Stefan mất, ông kế thừa Chuyên chúa quốc Serbia, nhưng với một lãnh thổ nhỏ hơn nhiều so với người tiền nhiệm, và cũng bị buộc phải bỏ Beograd. Ông cho xây dựng kinh đô mới, Smederevo, dưới sư cho phép của Mehmed I, và các công trình ở đây hoàn tất vào năm 1430. Trong lúc này, ông cũng tích cực tham chiến tại Zeta và Bosnia. Các cuộc hôn nhân của ông vào cả Hungary và Ottoman để củng cố vị trí của ông ở Serbia đều không thành công, và xứ Serbia trở thành nơi tranh chấp quân sự quyết liệt của ông, các lực lượng công giáo mà chủ yếu ở đây là Hungary và Ottoman trong suốt 20 năm trị vì còn lại của ông. Ông mất không quá lâu sau chiến thắng trong trận công hãm Belgrade (1456). |
| Chuyên chúa vương Lazar Branković (k. 1420 – 9 tháng 10 năm 1476) |           | 24 tháng 12 năm 1456 – 21 tháng 3 năm 1459 | Con của Đurađ I Branković. Là người con trai duy nhất của cha mình không bị Murad II còn khỏe mạnh (hai người em trai còn lại của ông bị chọc mù mắt). Tiếp tục duy trì tình trạng chư hầu kép Ottoman-Hungary. Sau cái chết không rõ ràng của mẹ ông là Irene Kantakouzene vào năm 1457, một cuộc nội chiến bùng nổ giữa phe của bác ông là Toma Kantakouzenos và chính ông. Phe của người bác họ lưu vong không lâu sau đó. Trong khi đó, Ottoman bắt đầu chuẩn bị về mặt quân sự để tiến đánh nhà nước của ông, nên ông gửi thư cầu viện binh từ Hungary. Tuy nhiên ông mất ngay giữa quá trình này, vào tháng 1 năm 1458. |
| Chuyên chúa vương Stefan Tomašević (k. 1438 – 25 tháng 5/Cuối tháng 6 năm 1463) |           | 21 tháng 3 – 20 tháng 6 năm 1459           | Cai trị thông qua hôn nhân với Mara Branković, con rể Lazar Branković. Mehmed II coi việc ông, con trai của một vị vua Bosnia, cai trị Serbia là một sự xúc phạm vì Serbia là chư hầu cho Ottoman, do đó khởi sự đánh Serbia. Với ưu thế quân số và một số thứ khác, Ottoman dễ dàng đánh bại ông, buộc ông phải rút về Bosnia và ít lâu sau thi Ottoman chính thức áp đặt quyền cai trị với Serbia. |
| Chuyên chế quốc Serbia chính thức bị Ottoman chiếm đóng. Một phần nhà Branković cùng một số quý tộc Serbia khác sau đó vẫn tiếp tục phục vụ dưới trướng quân Hungary. Chức vụ chuyên chúa vương sau này được vương quốc Hungary và nhà Habsburg phong cho họ. |           |                                            | |
| Chuyên chúa vương Vuk Branković (k. 1438 – 16 tháng 4 năm 1485) |           | 1471 – 16 tháng 4 năm 1485                 | Cháu của Đurđa I Branković. Năm 1471, chuyên chế quốc Serbia thành lập lại lần nữa trên đất xứ Vojvodina theo lệnh Mátyás Corvin. Các lực lượng Serbia lưu vong của quân đội Hungary tiếp tục có nhiều hoạt động quân sự sau đó dưới quyền ông. Mất sau một trận chiến trên sông Uni. |
| Chuyên chúa vương Đorđe Branković (1461 – 1516) |           | 1486 – Đầu năm 1496                        | Con của Stefan Branković. Từ năm 1493/1494 thì ông đồng chia sẻ tước hiệu với em trai Jovan. Đến năm 1496 thì ông nhường ngôi và về sống với vai trò là một tu sĩ cho đến lúc mất. |
| Chuyên chúa vương Jovan Branković (1465 – 10 tháng 12 năm 1502) |           | 1494 – 10 tháng 12 năm 1502                | Em trai Đorđe Branković. Ông tích cực thực hiện các chiến dịch quân sự chống Ottoman cho đến lúc mất. |
| Nhà Branković tuyệt tự sau cái chết của Jovan Branković. Người Hungary và Habsburg tiếp tục bổ nhiệm các quý tộc Serbia lưu vong khác vào vị trí chuyên chế vương Serbia (trên danh nghĩa).                                                                   |           |                                            | |
| Chuyên chúa vương Ivaniš Berislavić (? – 1514) |           | 1504 – 1514                                | Được phong chức bởi vua Hungary. Cưới Jelena Jakšić, vợ cũ của Vuk Branković Grgurević. Do vậy, ông được vua Lajos II của Hungary giữ chức Chuyên chúa vương Serbia. Cùng lúc với việc giữ chức vụ này thì ông giữ thêm chức vụ Ban tỉnh trưởng Ban tỉnh Jajačka (1511), tuy nhiên ông sớm nghỉ chức vụ này sau đó (1513) do công việc vất vả. |
| Chuyên chúa vương Stjepan Berislavić (k. 1505 – 1535) |           | 1520 – 1535                                | Con của Ivaniš Berislavić. Được phong chức bởi vua Hungary năm 1520 vì khi cha mất ông mới khoảng 9 tuổi. Sau khi người phong ông làm chuyên chúa vương là Lajos II của Hungary mất tại Mohács thì Ferdinand I nhà Habsburg vẫn tiếp tục công nhận ông vì ông ủng hộ ông này là vua hợp pháp của Hungary. Trong khi đó, phe đối lập với nhà Habsburg là János Zápolya tước danh hiệu này của ông và chuyển nó cho người khác. |
| Chuyên chúa vương Radič Božić (? – Tháng 8 năm 1528) |           | 1527 – Tháng 8 năm 1528                    | Được phong bởi János Zápolya. |
| Chuyên chúa vương Pavle Bakić (? – 9 tháng 10 năm 1537) |           | 20 tháng 9 – 9 tháng 10 năm 1537           | Được vua Ferdinand I phong là chuyên chúa vương Serbia sau những thành tích nổi bật chống quân Ottoman. Mất ngay sau đó gần Gorjani (nay thuộc Croatia). |

### Đệ Nhị Đế quốc Serbia và Công quốc Srem (1526 – 1532)
| Danh xưngTên                                                        | Chân dung | Thời gian cai trị | Ghi chú |
| ------------------------------------------------------------------- | --------- | ----------------- | ------- |
| Hoàng đế của người Serb Jovan Nenad (k. 1492 – 26 tháng 7 năm 1527) |           |                   |         |
| Công tước Radoslav Čelnik (h.đ. 1526 – 1532)                        |           |                   |         |

## Nhà Habsburg chiếm đóng Serbia
| Danh xưngTên | Chân dung | Thời gian cai trị | Ghi chú |
| ------------ | --------- | ----------------- | ------- |
|              |           |                   |         |
|              |           |                   |         |

## Serbia hiện đại (1804 – 1918)

### Nhà nước Cách mạng Serbia(1804 – 1813)
| Danh xưngTên | Chân dung | Thời gian cai trị | Ghi chú |
| ------------ | --------- | ----------------- | ------- |
|              |           |                   |         |
|              |           |                   |         |

### Thân vương quốc Serbia(1815 – 1882)
| Danh xưngTên | Chân dung | Thời gian cai trị | Ghi chú |
| ------------ | --------- | ----------------- | ------- |
|              |           |                   |         |
|              |           |                   |         |

### Vương quốc Serbia (1882 – 1918)
| Danh xưngTên | Chân dung | Thời gian cai trị | Ghi chú |
| ------------ | --------- | ----------------- | ------- |
|              |           |                   |         |
|              |           |                   |         |